# Batrachoididae
Batrachoididae hay còn gọi là họ Cá cóc, họ Cá hàm ếch hay họ Cá mang ếch là một họ cá vây tia, họ duy nhất thuộc bộ Batrachoidiformes. Tên khoa học Batrachoididae chỉ về bề ngoài giống như cóc của chúng (batrakhos trong tiếng Hy Lạp có nghĩa là "ếch"). Họ này gồm khoảng 82 loài đã biết đến, phân thành 23 chi.

## Các loài
Bộ Batrachoidiformes
- Họ Batrachoididae
  - Phân họ Batrachoidinae
    - Chi Amphichthys: 2 loài.
    - Chi Batrachoides: 9 loài.
    - Chi Opsanus: 5 loài.
    - Chi Potamobatrachus: 1 loài (Potamobatrachus trispinosus)
    - Chi Sanopus: 6 loài.
    - Chi Vladichthys: 1 loài (Vladichthys gloverensis)

  - Phân họ Halophryninae
    - Chi Allenbatrachus: 3 loài.
    - Chi Austrobatrachus: 1 loài (Austrobatrachus iselesele)
    - Chi Barchatus: 2 loài.
    - Chi Batrachomoeus: 5 loài.
    - Chi Batrichthys: 2 loài.
    - Chi Bifax: 1 loài (Bifax lacinia)
    - Chi Chatrabus: 3 loài.
    - Chi Colletteichthys: 3 loài.
    - Chi Halobatrachus: 1 loài (Halobatrachus didactylus) - Cá cóc Lusitania; charroco, encharroco.
    - Chi Halophryne: 4 loài.
    - Chi Perulibatrachus: 4 loài.
    - Chi Riekertia: 1 loài (Riekertia ellisi)
    - Chi Triathalassothia: 2 loài.

  - Phân họ Porichthyinae
    - Chi Aphos: 1 loài (Aphos porosus)
    - Chi Porichthys: 14 loài.

  - Phân họ Thlassophryininae
    - Chi Daector: 5 loài.
    - Chi Thalassophryne: 6 loài.